# Prozessionsfahne I (Squiffiec)

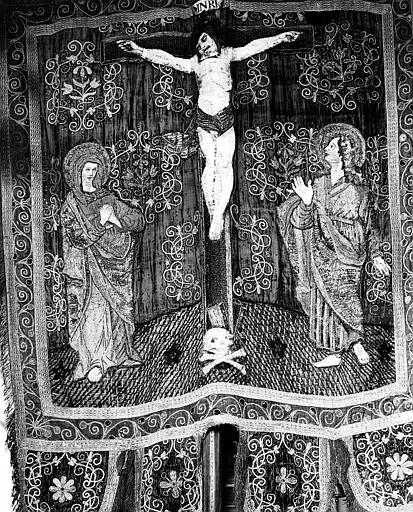
Prozessionsfahne in Squiffiec mit der Darstellung der Kreuzigung Christi

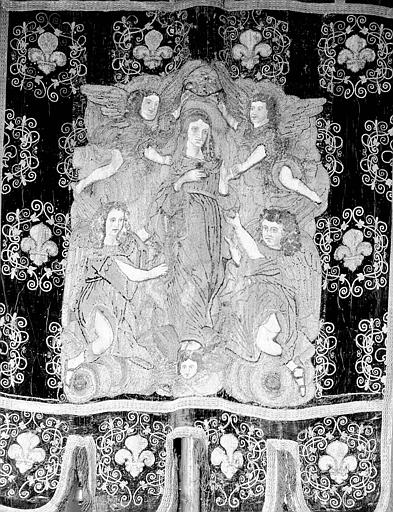
Darstellung von Mariä Himmelfahrt

Die Prozessionsfahne in der Kirche St-Pierre-St-Paul in Squiffiec, einer französischen Gemeinde im Département Côtes-d’Armor in der Region Bretagne, wurde im 18. Jahrhundert geschaffen. 
Im Jahr 1967 wurde die Prozessionsfahne als Monument historique in die Liste der geschützten Objekte (Base Palissy) in Frankreich aufgenommen.
Die 1,64 Meter hohe und 1,20 Meter breite Prozessionsfahne besteht aus Velours und Seide, der Stoff ist mit Gold- und Silberfäden bestickt.
Auf der Vorderseite ist die Kreuzigung Christi mit Maria und dem Apostel Johannes, auf der Rückseite die Aufnahme Mariä in den Himmel mit sechs Fleur-de-Lys dargestellt.